# Kjærlighetens kjøtere
Kjærlighetens kjøtere is een Noorse dramafilm uit 1995 onder regie van Hans Petter Moland.

## Verhaal
Henrik Larsen is een jonge dichter die naar Groenland reist om er een jaar spenderen in het gezelschap van de pelsjagers Randbæk en Holm. Zij wonen zelf al jaren in de onherbergzame streek. Op Groenland gedraagt Henrik zich echter als een toerist en dat werkt de beide jagers danig op de heupen. Vooral Randbæk heeft al vanaf het eerste moment een hekel aan Henrik. Als de drie mannen de barre poolwinter doorbrengen in een houten hut, ontstaan er spanningen.

## Rolverdeling
| Acteur            | Personage         |
| ----------------- | ----------------- |
| Stellan Skarsgård | Randbæk           |
| Gard B. Eidsvold  | Henrik Larsen     |
| Bjørn Sundquist   | Jakob Holm        |
| Camilla Martens   | Gertrude          |
| Paul-Ottar Haga   | Agent             |
| Johannes Joner    | Zakenman          |
| Erik Øksnes       | Kapitein          |
| Juni Dahr         | Vrouw in het park |